# ナノダイヤ
ユニ ナノダイヤ（英: uni NanoDia）は、2008年に三菱鉛筆から発売されたシャープペンシル芯である。
同社によれば、世界で初めてナノダイヤモンドを配合したシャープペンシル芯であり、これにより強度を保ちながらより滑らかな書き味を実現する。製品には芯1本（60mm）あたり約4億個のナノダイヤモンドが配合されており、黒鉛粒子の間にナノダイヤモンド粒子が入り込み摩擦を減らすことで、滑らかかつ紙への黒鉛の乗りが良くなるという。
2010年には世界で初めてナノダイヤモンドを芯に配合した鉛筆『ナノダイヤえんぴつ』が発売。2014年にはカラーシャープ芯『ユニ ナノダイヤ カラー』および教科書などの塗工紙向けに改良した『ユニ ナノダイヤ 教科書対応芯』が発売された。
2021年12月に、『ユニ ナノダイヤ』と『ユニ ナノダイヤ 教科書対応芯』が生産終了した。